# Hadogenes zumpti
Espèce
Synonymes
- Hadogenes zumpti Newlands, 1980

Hadogenes zumpti est une espèce de scorpions de la famille des Hormuridae.

## Distribution
Cette espèce se rencontre en Afrique du Sud au Cap-du-Nord et en Namibie,,.

## Systématique et taxinomie
Cette espèce a été décrite pour la première fois dans une thèse non publiée.

## Étymologie
Cette espèce est nommée en l'honneur de Fritz Konrad Ernst Zump.

## Publication originale
- Newlands & Cantrell, 1985 : A re-appraisal of the rock scorpions (Scorpionidae:Hadogenes). Koedoe, vol. 28, p. 35–45.